# Live at the Roundhouse (Nick Mason's Saucerful of Secrets)
Live at the Roundhouse è un album dal vivo del supergruppo britannico Nick Mason's Saucerful of Secrets, pubblicato il 18 settembre 2020 dalla Legacy Recordings/Sony Music.

## Descrizione
Contiene la registrazione dei due concerti tenuti dal gruppo presso il Roundhouse di Londra nel maggio 2019, durante la quale sono stati proposti oltre venti brani tratti dai vari album incisi dai Pink Floyd nel periodo antecedente a The Dark Side of the Moon.

## Promozione
Contestualmente all'annuncio della pubblicazione, il 30 gennaio 2020 il gruppo ha presentato il video di Fearless, a cui ha fatto seguito quello di Set the Controls for the Heart of the Sun a inizio marzo. Il 20 marzo è stata rivelata la posticipazione dell'album dal 17 aprile al 18 settembre a causa della pandemia di COVID-19.
Il 26 agosto 2020 è stato pubblicato il video di See Emily Play, pubblicato tre giorni più tardi come doppio singolo in formato 12" insieme a Vegetable Man in occasione dell'annuale Record Store Day.

## Tracce
CD 1
1. Interstellar Overdrive – 5:50 (Syd Barrett)
2. Astronomy Domine – 4:11 (Syd Barrett)
3. Lucifer Sam – 3:12 (Syd Barrett)
4. Fearless – 5:02 (David Gilmour, Roger Waters)
5. Obscured by Clouds – 4:27 (David Gilmour, Roger Waters)
6. When You're In – 1:55 (David Gilmour, Nick Mason, Richard Wright, Roger Waters)
7. Remember a Day – 3:32 (Richard Wright)
8. Arnold Layne – 3:15 (Syd Barrett)
9. Vegetable Man – 2:27 (Syd Barrett)
10. If – 1:55 (Roger Waters)
11. Atom Heart Mother – 7:14 (Nick Mason, Richard Wright, Ron Geesin, David Gilmour, Roger Waters)
12. If (Reprise) – 1:52 (Roger Waters)
13. The Nile Song – 3:40 (Roger Waters)

CD 2
1. Green Is the Colour – 4:07 (Roger Waters)
2. Let There Be More Light – 3:37 (Roger Waters)
3. Childhood's End – 3:33 (David Gilmour)
4. Set the Controls for the Heart of the Sun – 12:21 (Roger Waters)
5. See Emily Play – 3:03 (Syd Barrett)
6. Bike – 2:23 (Syd Barrett)
7. One of These Days – 5:57 (Richard Wright, Nick Mason, David Gilmour, Roger Waters)
8. A Saucerful of Secrets – 9:17 (Roger Waters, Richard Wright, Nick Mason, David Gilmour)
9. Point Me at the Sky – 3:14 (David Gilmour, Roger Waters)

DVD
1. Live at the Roundhouse

- Bonus Features

1. Band Rehearsals
2. Band Interviews

## Formazione
Gruppo
- Nick Mason – batteria, percussioni
- Gary Kemp – chitarra, voce
- Guy Pratt – basso, voce
- Dom Beken – tastiera, cori
- Lee Harris – chitarra, cori

Produzione
- James Tonkin – regia
- Jim Parsons – produzione
- Nick Mason – produzione esecutiva
- Tony Smith – produzione esecutiva
- Nick Davis – produzione e missaggio audio
- Nick Mason's Saucerful of Secrets – assistenza tecnica